# 33175 Isabellegleeson
33175 Isabellegleeson este o planetă minoră (asteroid) din centura de asteroizi. A fost descoperită pe 22 martie 1998 la Astronomické observatórium Modra⁠(d) de Adrián Galád⁠(d). 
Obiectul prezintă o orbită caracterizată de o semiaxă mare de 3,1835729 UAi, o excentricitate de 0,11, o înclinație de 6,48254 ° în raport cu ecliptica.